# قرار مجلس الأمن التابع للأمم المتحدة رقم 383
قرار مجلس الأمن رقم 383 التابع للأمم المتحدة، الذي اعتمد في 13 ديسمبر 1975 ، وأشار إلى تقرير من الأمين العام أنه في ظل الظروف الحالية لا تزال في حاجة إلى وجود قوة الأمم المتحدة لحفظ السلام في قبرص ليس فقط للحفاظ على وقف إطلاق النار ولكن أيضا لتسهيل «مواصلة البحث عن تسوية سلمية» . وأشار القرار في تقرير الظروف السائدة في الجزيرة وموافقة الأطراف المعنية على توصية الأمين العام تمديد مرابطة قوة في قبرص لمدة 6 أشهر أخرى .
ثم أكد المجلس القرارات السابقة بشأن هذا الموضوع، ودعا إلى تنفيذها على نحو فعال . وحث المجلس أيضا جميع الأطراف المعنية على التصرف بأقصى درجات ضبط النفس والموسعة مرة أخرى، ومرابطة قوة حفظ السلام في قبرص حتى 15 يونيو 1976 . ويخلص القرار مع نداء إلى جميع الأطراف المعنية ل تعزيز تقدمهم التعاون الكامل للقوة وطلبت يواصل الأمين العام مهمة مساعيه الحميدة وإبلاغ المجلس بالتقدم الذي أحرزته تقديم تقرير في موعد أقصاه 31 مارس، 1976 .

## نتيجة التصويت
اعتمد القرار ب 14 صوتا مقابل لا شيء ؛ جمهورية الصين الشعبية لم تشارك في التصويت.